# Bảo tàng Lịch sử Phong trào Cách mạng ở Łódź
Bảo tàng Lịch sử Phong trào Cách mạng ở Łódź (MHRR-Łódź) (tiếng Ba Lan: Muzeum Historii Ruchu Rewolucyjnego w Łodzi (MHRR-Łódź)) là một bảo tàng tọa lạc tại số 13 Phố Gdańska, Łódź, Ba Lan. Bảo tàng có sứ mệnh thu thập tất cả các hiện vật và kỷ vật có liên quan đến lịch sử phong trào công nhân của Ba Lan và khu vực. Hiện nay, Bảo tàng có tên là Bảo tàng Truyền thống Độc lập ở Łódź.

## Lược sử hình thành
Bảo tàng Lịch sử Phong trào Cách mạng ở Łódź (MHRR-Łódź) được thành lập vào năm 1959. Triển lãm đầu tiên của Bảo tàng dựa trên bộ sưu tập của Phòng Lịch sử Đảng thuộc Ủy ban Łódź của Đảng Công nhân Thống nhất Ba Lan. Lúc đầu, trụ sở của Bảo tàng là tòa nhà ở số 75 Phố Gdańska. Sau này, chính quyền thành phố chỉ định tòa nhà ở số 13 Phố Gdańska làm trụ sở mới của Bảo tàng. Sau khi cải tạo tòa nhà này, Bảo tàng chính thức mở cửa tại địa điểm mới vào ngày 16 tháng 10 năm 1960.
Nhân kỷ niệm 72 năm ngày sinh của Władysław Gomułka (1905–1982), Bảo tàng được đặt theo tên ông vào ngày 18 tháng 2 năm 1987.
Ngày 1 tháng 1 năm 1990, "Bảo tàng Truyền thống Độc lập ở Łódź" (MTN-Łódź) được thành lập trên cơ sở các bộ sưu tập hiện có của Bảo tàng, nhưng với một quy chế và mục tiêu hoạt động hoàn toàn mới.